# Lilia Podkopayeva
Lilia Alexandrivna Podkopayeva, em ucraniano: Лілія Олександрівна Подкопаєва; em russo: Лилия Александровна Подкопаева (Liliya Aleksandrovna Podkopaeva), (Donetsk, 15 de agosto de 1978) é uma ex-ginasta ucraniana, que se tornou campeã olímpica no ano de 1996.
Podkoypayeva ficara conhecida como a ginasta completa, por possuir movimentos técnicos e de expressão artística fundidos, ou seja, suas rotinas continham coreografia expressiva, balé, limpa execução (de deduções mínimas), postura e competências de dificuldade elevada. Além disso, possuía uma grande prova do concurso geral e ainda hoje, detém movimentos na Tabela de Elementos da FIG, como o salto Podkopayeva, de realização no solo.

## Carreira
Lilia começou na ginástica por incentivo de sua avó. Quando criança, antes do rompimento da União Soviética, ela chegou a treinar pela nação unificada com Leonid Arkaev. Já em seu país, ela começou a praticar a modalidade no National Training Center em Kiev, com Ludmilla Tourischeva - campeã olímpica e mundial. Seus maiores resultados vieram entre 1994 e 1996, nas disputas olímpicas e mundiais. A ex-ginasta é tri-medalhista olímpica, com duas de ouro e uma de prata em Atlanta e tetra-medalhista em mundiais, na edição japonesa de Sabae.
Após sua aposentadoria, Lilia casou-se com o empresário ucraniano Timofei Nagorny, com quem adotou um filho - Vasim - e teve uma menina - Karolina. Hoje, a ex-ginasta continua envolvida com o meio gímnico em seus país: Ela é a embaixatriz ucraniana do Conselho Europeu Desportivo, fora laureada juíza da modalidade em 2004 e fora técnica nos Estados Unidos, além de técnica em seu país. Na Ucrânia, Lilia fundou o Golden Lily Tournament em 2002, com uma cerimônia gímnica de gala.

## Principais resultados
| Ano  | Evento                                             | AA               | Equipe            | Salto sobre o cavalo | Trave             | Barras assimétricas | Solo              |
| ---- | -------------------------------------------------- | ---------------- | ----------------- | -------------------- | ----------------- | ------------------- | ----------------- |
| 1993 | Copa Europeia                                      | Medalha de prata |                   |                      | Medalha de bronze |                     |                   |
| 1994 | Copa América                                       | 5º               |                   |                      |                   |                     |                   |
| 1994 | Campeonato Europeu                                 |                  | Medalha de bronze | Medalha de bronze    | Medalha de prata  |                     | Medalha de ouro   |
| 1994 | Campeonato Mundial de Ginástica Artística          |                  |                   |                      | Medalha de prata  |                     |                   |
| 1994 | Campeonato Mundial de Ginástica Artística - Equipe |                  | 5º                |                      |                   |                     |                   |
| 1994 | Jogos da Amizade                                   |                  | Medalha de bronze | Medalha de ouro      |                   |                     | Medalha de bronze |
| 1995 | Grand Prix                                         |                  |                   | Medalha de ouro      |                   |                     | Medalha de ouro   |
| 1995 | Copa Europeia                                      |                  |                   | Medalha de prata     | Medalha de ouro   | Medalha de ouro     | Medalha de bronze |
| 1995 | Campeonato Mundial de Ginástica Artística          | Medalha de ouro  |                   | Medalha de ouro      | Medalha de prata  | Medalha de prata    |                   |
| 1996 | Campeonato Europeu                                 | Medalha de ouro  |                   |                      |                   | Medalha de ouro     | Medalha de bronze |
| 1996 | Grand Prix                                         | Medalha de ouro  |                   |                      |                   |                     |                   |
| 1996 | Jogos Olímpicos                                    | Medalha de ouro  |                   |                      | Medalha de prata  |                     | Medalha de ouro   |
| 1997 | European Gymnastics Masters                        |                  | Medalha de bronze |                      |                   |                     |                   |